# جيرالدو بايرامي
جيرالدو بايرامي (بالإنجليزية: Geraldo Bajrami)‏ هو لاعب كرة قدم بريطاني في مركز الدفاع، ولد في 24 سبتمبر 1999 في برمنغهام في المملكة المتحدة. لعب مع برمنغهام سيتي.

## وصلات خارجية
- جيرالدو بايرامي على موقع قاعدة بيانات كرة القدم.إي يو (الإنجليزية)
- جيرالدو بايرامي على موقع Soccerbase.com (لاعب) (الإنجليزية)
- جيرالدو بايرامي على موقع Soccerway.com (الإنجليزية)
- جيرالدو بايرامي على موقع عالم كرة القدم.نت (الإنجليزية)